# Calliopsis zonalis
Calliopsis zonalis är en biart som beskrevs av Cresson 1879. Calliopsis zonalis ingår i släktet Calliopsis och familjen grävbin. Inga underarter finns listade.